# Hyles livornica
Hyles livornica là một loài bướm đêm thuộc họ Sphingidae. Chúng được tìm thấy ở châu Phi, Nam châu Âu, Ba Lan, Trung và Đông châu Á.
Sải cánh dài 60–80 mm. Mùa giao phối của chúng vào ở tháng 2 đến tháng 10 tùy theo địa điểm.
Ấu trùng ăn các loài thực vật Galium, Gossypium và Rumex.

## Hình ảnh

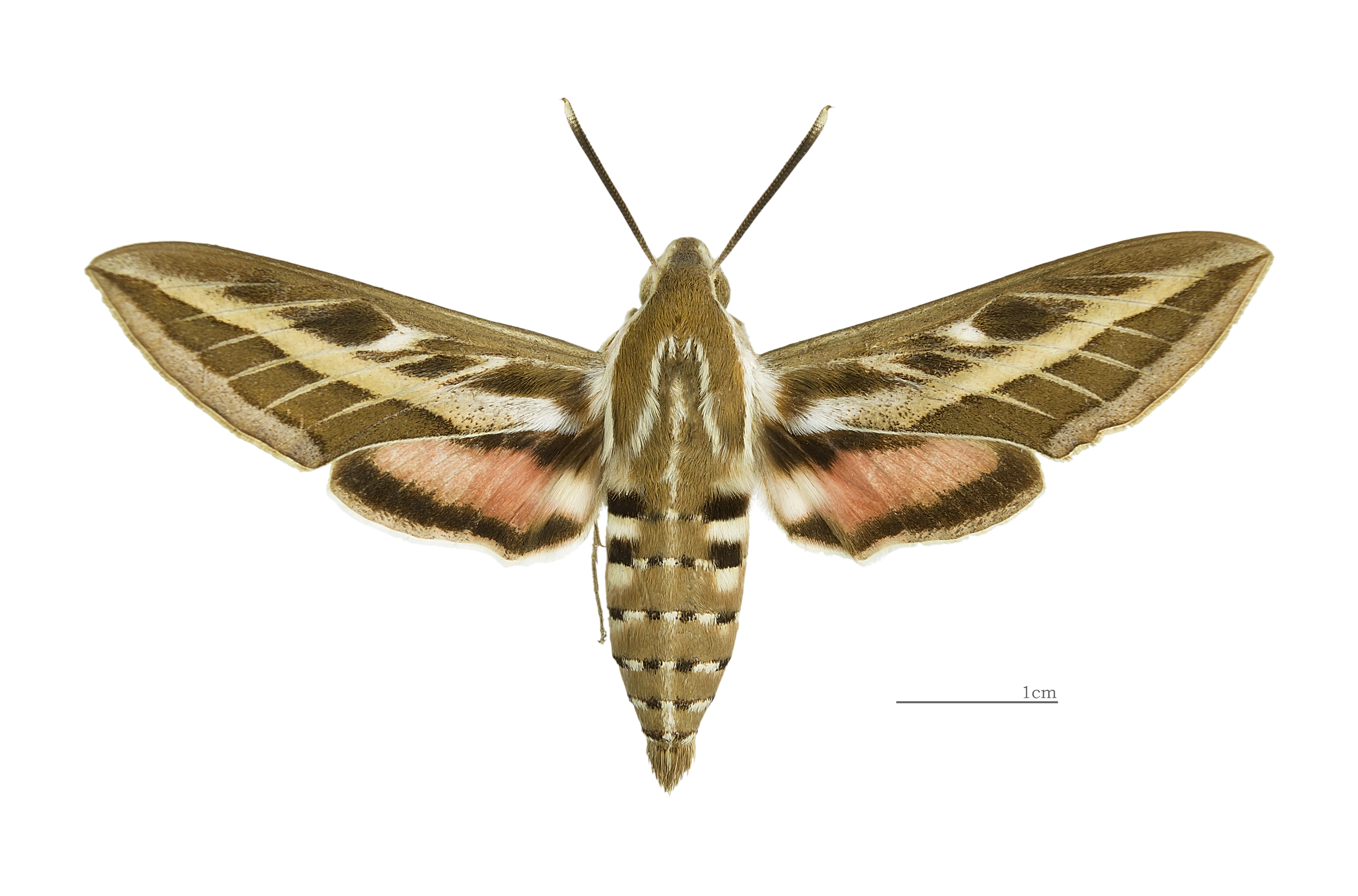
♂
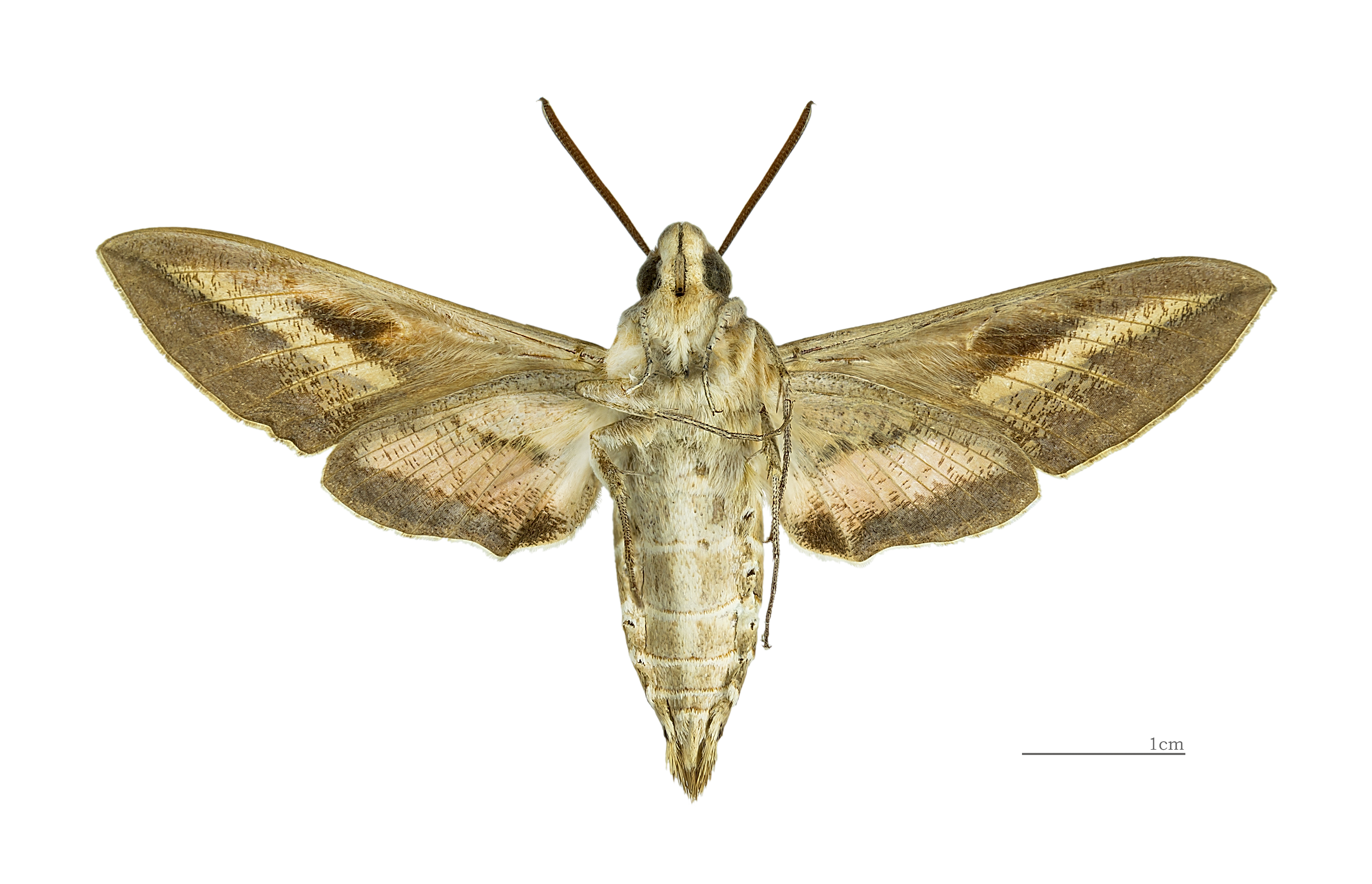
♂△
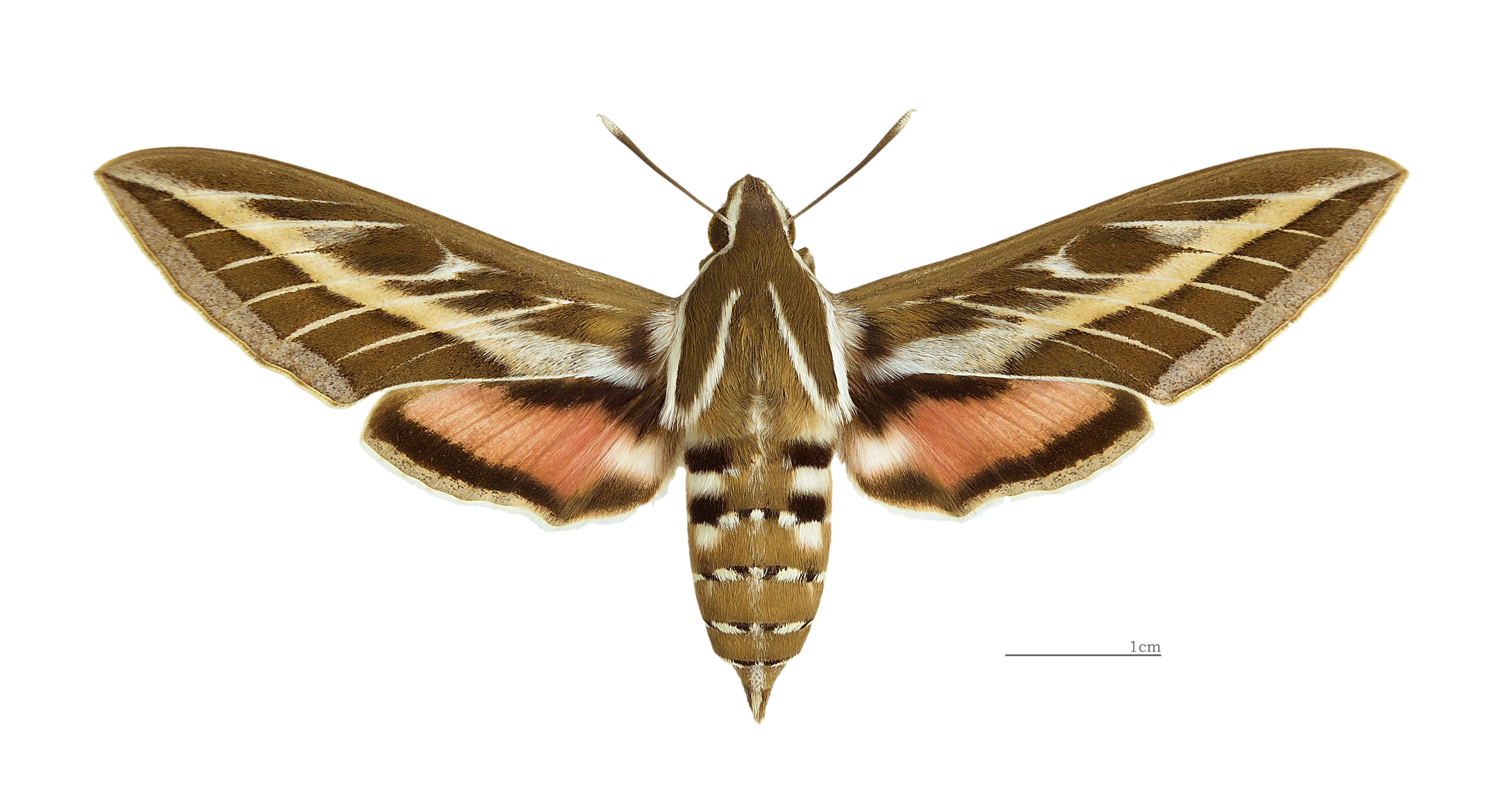
♀
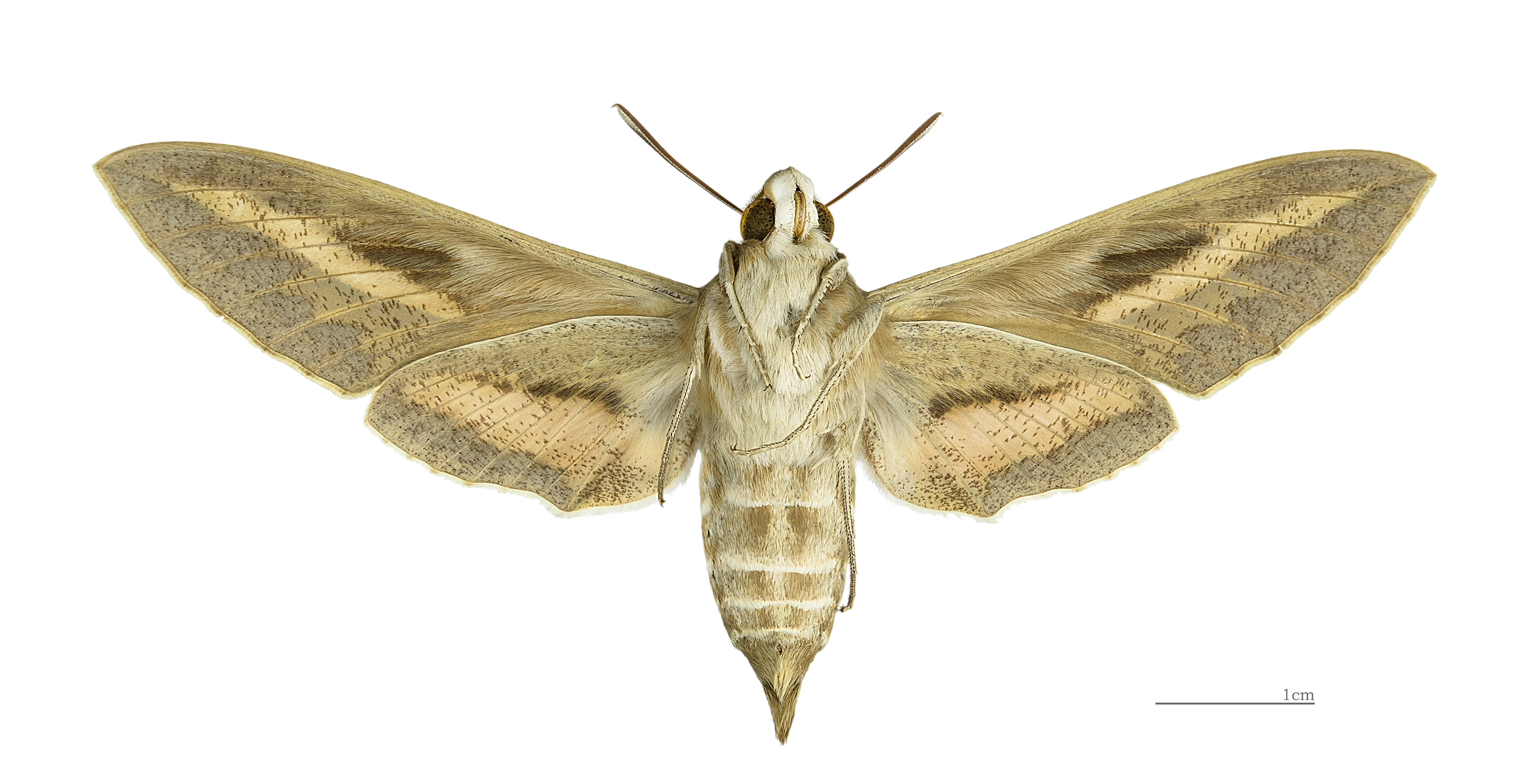
♀△
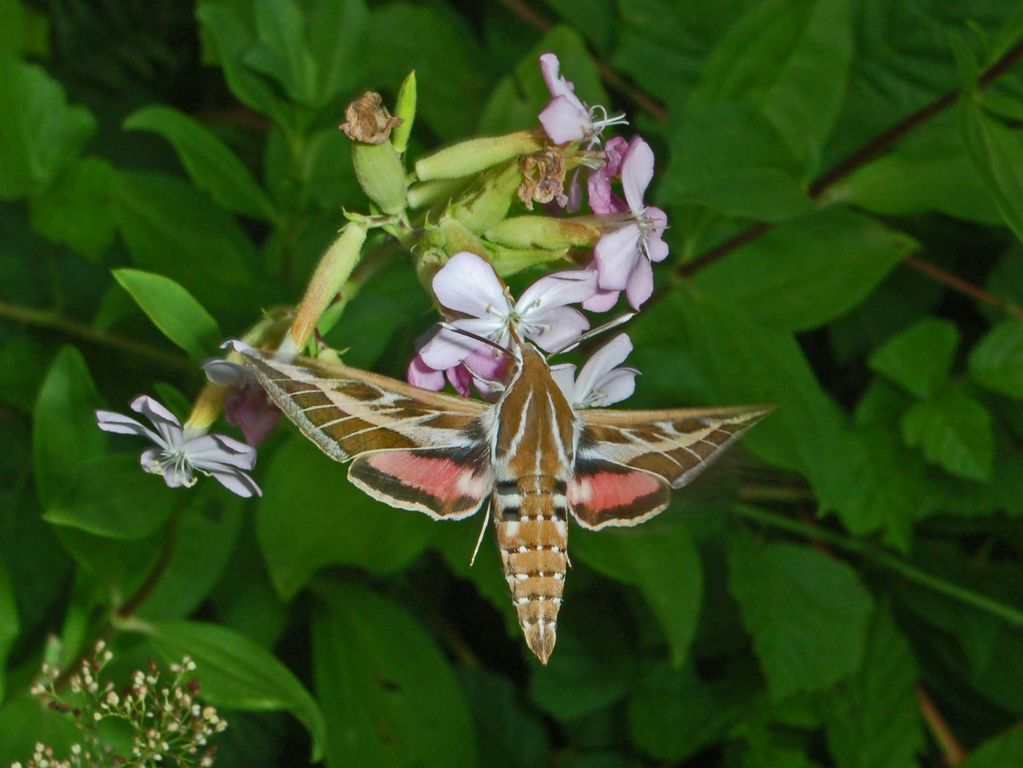
In flight, opened wings
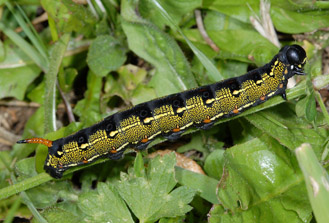
Caterpillar
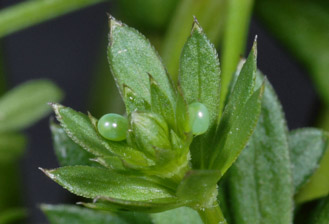
Eggs
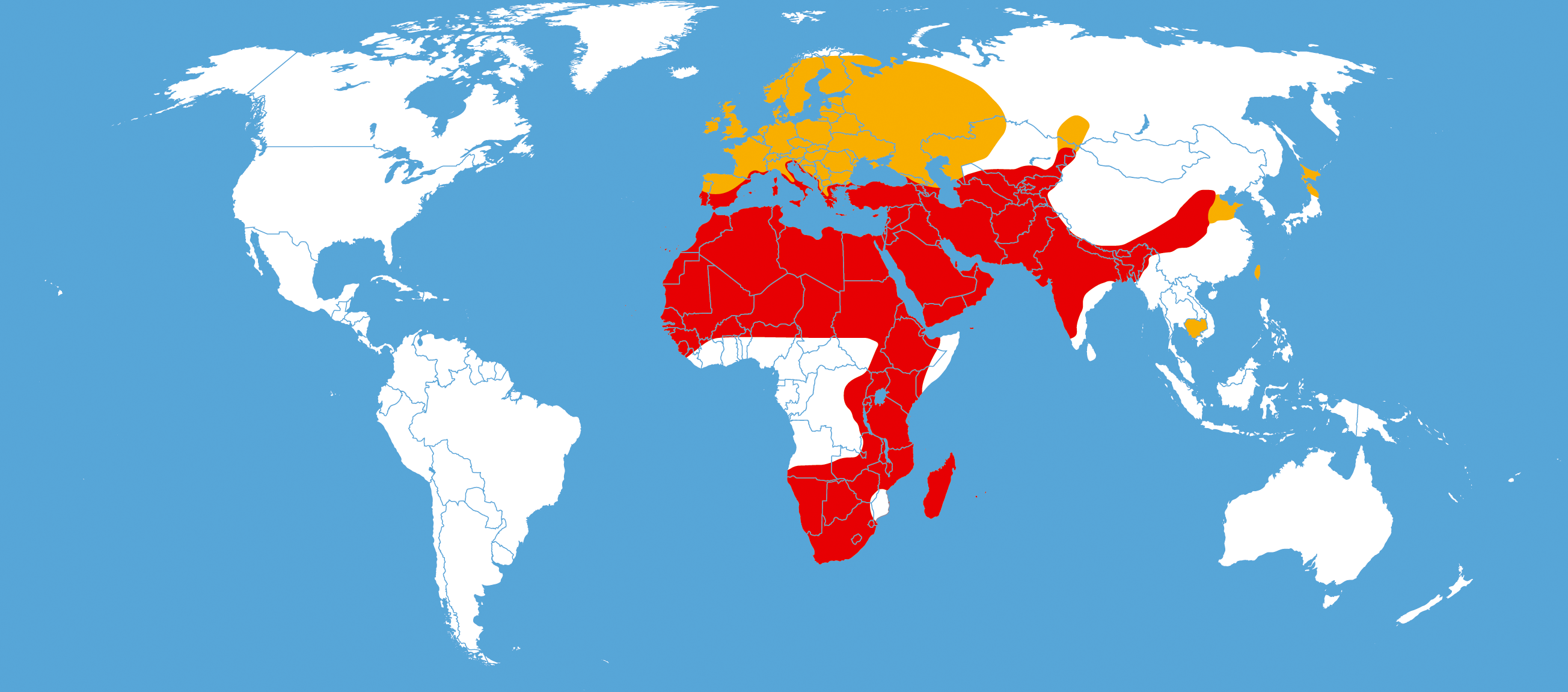
Distribution